# مئذنة ساربان
مئذنة باغ‌ قوشخانة (بالفارسية: مناره باغ‌قوشخانه) هي مئذنة تاريخية تعود إلى عصر الدولة السلجوقية، وتقع في أصفهان.